# Mellicta plotina
Mellicta plotina is een vlinder uit de familie Nymphalidae. De wetenschappelijke naam van de soort is voor het eerst geldig gepubliceerd in 1861 door Otto Vasilievich Bremer.